# Questions à la Une
Questions à la Une is een actualiteitsmagazine op het eerste net (La Une) van de Belgische Franstalige televisiezender RTBF.be.
Het wordt sinds september 2009 uitgezonden. Elke uitzending behandelt twee actuele vragen rond een welbepaald thema. Die worden toegelicht door reportages, meestal door de redactie zelf gemaakt, hoewel er ook aangekochte reportages in voorkomen.
De leiding en presentatie berustten aanvankelijk bij Jean-Claude Defossé, een journalist die eerder al zijn sporen had verdiend met zijn reportages over nutteloze openbare werken in België (de zogenaamde 'Grands Travaux Inutiles'). Toen Defossé in maart 2009 onverwacht naar de politiek overstapte (hij werd voor Ecolo verkozen in het Brussels Parlement), werd hij opgevolgd door Bruno Clément.
Het programme kreeg snel een goede reputatie vanwege zijn kritische aanpak. Zo raakten de recente schandalen in Charleroi via Questions à la Une bekend.
De reportage Le mystère des crop circles percé! van Bruno Clément werd door het VRT-duidingsprogramma Terzake onder te titel "Graancirkels" overgenomen en door SKEPP bekroond met de Zesde Vijs 2008.

## Opmerkelijke uitzending
Op 13 december 2006 (van 20.15 tot 21.25 uur) werd het programma onderbroken door een nooduitzending en werd de (fictieve) onafhankelijkheidsverklaring van Vlaanderen uitgezonden. Deze afscheuring van Wallonië werd door velen -inclusief diplomaten en buitenlandse pers- als waar overgenomen.
Dit voorval doet sterk denken aan de verwarring die het hoorspel The War of the Worlds van Orson Welles veroorzaakte op 30 oktober 1938.
De uitzending was echter niet het werk van de redactie van Questions à la Une zelf. Wel waren er voor het programma van die avond twee provocerende communautair getinte vragen aangekondigd: "Gaat men de werkloosheidsuitkeringen in Wallonië afschaffen?" en "Zijn de Vlamingen corrupter dan de Walen?".